# 1998 في اليابان
فيما يلي قوائم الأحداث التي وقعت خلال عام 1998 في اليابان.

## أحداث
- 7 فبراير – الألعاب الأولمبية الشتوية 1998
- 1 يناير – الألعاب البارالمبية الشتوية 1998

## سياسة

### تعيين في المنصب
- 28 يناير – ريوتارو هاشيموتو وزير المالية.
- 26 يوليو – اكيتو اريما عضو مجلس المستشارين،وزير التعليم  [لغات أخرى]‏.
- 30 يوليو – كيزو أوبوتشي رئيس وزراء اليابان.

### انتهاء فترة المنصب
- 30 يناير – ريوتارو هاشيموتو وزير المالية،رئيس وزراء اليابان.

## رياضة
- 1 نوفمبر – جائزة اليابان الكبرى 1998 الفائز ميكا هاكينن.

## أفلام
من الأفلام التي صدرت هذه السنة في اليابان:
- 1 يناير – المحقق كونان: الهدف الرابع عشر من إخراج كينجي كوداما.
- 1 يناير – تيكن من إخراج Kunihisa Sugishima [الإنجليزية]‏.
- 1 يناير – دكتور اكاجي من إخراج إيمامورا شوهيه.
- 1 يناير – رازن من إخراج جورج إيدا.
- 1 يناير – غامباتي إيكيماشوي من إخراج Itsumichi Isomura [الإنجليزية]‏.
- 31 يناير – رينغ من إخراج هيديو ناكاتا.
- 3 سبتمبر – العاب نارية من إخراج تاكيشي كيتانو.
- 14 نوفمبر – ابن آوى من إخراج مايكل كايتون-جونز.

## برامج ومسلسلات وأنمي
- السيف القاطع

## مواليد

### يناير
- 5 يناير – تسوباسا يوشيهيرا لاعب كرة قدم ياباني.
- 23 يناير – هيروتو مياوتشي لاعب كرة قدم ياباني.

### فبراير
- 4 فبراير – أتسوشي كوروكاوا لاعب كرة قدم ياباني.
- 6 فبراير – ريوتارو إيتو لاعب كرة قدم ياباني.
- 17 فبراير – كاوارا ميازاكي لاعب كرة قدم ياباني.
- 19 فبراير – كايتو أنزاي لاعب كرة قدم ياباني.

### مارس
- 10 مارس – تايسي إيسوإ لاعب كرة قدم ياباني.
- 10 مارس – دايتشي سوغا لاعب كرة قدم ياباني.
- 19 مارس – ساكورا مياواكي
- 30 مارس – تاكومي ساساكي لاعب كرة قدم ياباني.

### أبريل
- 2 أبريل – يوشياتسو ؤوجي لاعب كرة قدم ياباني.
- 12 أبريل – جونيا إيتو لاعب كرة قدم ياباني.
- 13 أبريل – كاكيرو فوناكي لاعب كرة قدم ياباني.
- 15 أبريل – راك يامادا لاعب كرة قدم ياباني.
- 18 أبريل – يويداي كونيشي لاعب كرة قدم ياباني.
- 20 أبريل – إيسيإي تاكاهاشي لاعب كرة قدم ياباني.
- 20 أبريل – تاكاهيرو كو لاعب كرة قدم ياباني.
- 20 أبريل – شوسوكي يونيهارا لاعب كرة قدم ياباني.
- 21 أبريل – تشي إيدويوحنا كواكامي لاعب كرة قدم ياباني.
- 28 أبريل – أيومو ماتسوموتو لاعب كرة قدم ياباني.
- 28 أبريل – كازوتو نيشيدا لاعب كرة قدم ياباني.
- 29 أبريل – فوميي سوزوكي لاعب كرة قدم ياباني.

### مايو
- 2 مايو – واكابا شيمويغوتشي لاعب كرة قدم ياباني.
- 13 مايو – كارين ايواتا مغنية يابانية.
- 19 مايو – ليو ياماشيتا لاعب كرة قدم ياباني.
- 22 مايو – غاكو هارادا لاعب كرة قدم ياباني.
- 25 مايو – غو هاتانو لاعب كرة قدم ياباني.
- 30 مايو – توموكي كاميكا لاعب كرة قدم ياباني.

### يونيو
- 2 يونيو – تاكويا أوتشيدا لاعب كرة قدم ياباني.
- 2 يونيو – توشيكي أونوزاوا لاعب كرة قدم ياباني.
- 3 يونيو – تاكومي ناغيرا لاعب كرة قدم ياباني.
- 11 يونيو – يوتو إيواساكي لاعب كرة قدم ياباني.
- 16 يونيو – ريتسو دوان لاعب كرة قدم ياباني.
- 18 يونيو – ريوتارو ميشينو لاعب كرة قدم ياباني.
- 21 يونيو – يوغو تاتستا لاعب كرة قدم ياباني.
- 23 يونيو – أوسامو هنري كابا لاعب كرة قدم ياباني.
- 26 يونيو – تاكاماسا سوجياما لاعب كرة قدم ياباني.
- 27 يونيو – ريو تاكاا لاعب كرة قدم ياباني.
- 27 يونيو – يسودي هاسوكاوا لاعب كرة قدم ياباني.
- 28 يونيو – كاينا يوشيأو لاعب كرة قدم ياباني.
- 29 يونيو – شومبي فوكوهور لاعب كرة قدم ياباني.

### يوليو
- 6 يوليو – ريكو هيروسويه لاعب كرة قدم ياباني.
- 6 يوليو – شوجو آسادا لاعب كرة قدم ياباني.
- 6 يوليو – يوشيتاكي سوزوكي لاعب كرة قدم ياباني.
- 16 يوليو – هيروتو إيشيكاوا لاعب كرة قدم ياباني.
- 16 يوليو – يتسكي أودا لاعبة كرة قدم يابانية.
- 22 يوليو – أيم ماتسوكا لاعب كرة قدم ياباني.
- 24 يوليو – كوتارو فوجكاوا لاعب كرة قدم ياباني.
- 30 يوليو – تيروكي هارا لاعب كرة قدم ياباني.

### أغسطس
- 7 أغسطس – تاباناش جفرسون لاعب كرة قدم فلبيني.
- 10 أغسطس – أسوكا سايتو
- 22 أغسطس – تاإيشي ماتسوموتو لاعب كرة قدم ياباني.

### سبتمبر
- 8 سبتمبر – دايكي سوغيوكا لاعب كرة قدم ياباني.
- 10 سبتمبر – دايكي سوغا لاعب كرة قدم ياباني.
- 11 سبتمبر – موساشي أويوما لاعب كرة قدم ياباني.

### أكتوبر
- 6 أكتوبر – تاكومي هاسيكوا لاعب كرة قدم ياباني.
- 10 أكتوبر – ماكوتو أوكازاكي لاعب كرة قدم ياباني.
- 15 أكتوبر – تاكاأكي هاراغايا لاعب كرة قدم ياباني.
- 18 أكتوبر – كوتا واتانابي لاعب كرة قدم ياباني.
- 28 أكتوبر – تاييو كوغا لاعب كرة قدم ياباني.

### نوفمبر
- 1 نوفمبر – ريهيا موريشيتا لاعب كرة قدم ياباني.
- 5 نوفمبر – تاكيهيرو تومياسو لاعب كرة قدم ياباني.
- 21 نوفمبر – تاكويا ياسو لاعب كرة قدم ياباني.
- 29 نوفمبر – تاكويا نوغامي لاعب كرة قدم ياباني.

### ديسمبر
- 7 ديسمبر – ريوتارو ياماموتو لاعب كرة قدم ياباني.

## وفيات

### يناير
- 9 يناير – كينيتشي فوكوي (مواليد 1918) كيميائي ياباني.
- 21 يناير – يوشيفومي كوندو (مواليد 1950)

### مارس
- 22 مارس – شويتشي نيشيمورا (مواليد 1912) لاعبو كرة قدم يابانيون.

### مايو
- 19 مايو – سوسوكه أونو (مواليد 1922)

### سبتمبر
- 6 سبتمبر – أكيرا كوروساوا (مواليد 1910)

### أكتوبر
- 26 أكتوبر – كينكيشي إيوازاوا (مواليد 1917) رياضياتي ياباني.

### نوفمبر
- 1 نوفمبر – كونيتاكا سويوكا (مواليد 1917) لاعب كرة قدم ياباني.